# Вътрешна добруджанска революционна организация
Вътрешната добруджанска революционна организация (ВДРО) е създадена от добруджанските българи в тяхната съпротива срещу румънската власт в Южна Добруджа, настанила се там след Първата световна война.

## История
В началото на 20-те години разбойничеството в анексираната от румънците Южна Добруджа взема застрашителни размери. По идея на Слави Алексиев и Иван Хаджииванов, Стефан Боздуганов създава нелегална въоръжена организация наречена Черната ръка, която през 1923 година прераства във ВДРО. Петър Вичев, автономист и радетел за създаването на „добруджанска нация“, се противопоставя на това, защото е против въоръжената борба. Привържениците на идеята не се отказват от нея и през юни 1923 година създават Вътрешната добруджанска революционна организация.
Целта на организацията е премахване на разбойничеството и противопоставяне на румънската денационализация чрез поддържане на националния дух сред българското население, укрепване на вярата му в освобождението и в крайна сметка връщане на Южна Добруджа с всички революционни и дипломатически средства. Организацията изгражда тайни комитети във всеки населен пункт и да дава насоки как да се гласува по време на избори в Добруджа. Централния комитет на ВДРО, чието седалище се намира в Русе, е в състав на 7 – 8 души, като част от тях образуват задгранично бюро в България, а останалите са ангажирани с дейността във вътрешността на Добруджа. Задграничното бюро устройва организационни пунктове по границата, набира оръжие и създава революционни комитети сред добруджанските емигранти. Членовете на първия ЦК на Вътрешната Добруджанска Революционна Организация са Иван Хаджииванов, Никола Кемилев, Слави Алексиев, Стефан Боздуганов, Върбан Петров, Иван Маринополски, Дочо Михайлов и Иван Донешки.
Някои от членовете са привърженици на Военния съюз, а други – на БКП. Добруджа се разделя на 4 революционни района, във всеки от който се планира да има чета. Има ЦК в Румънска Добруджа и Задгранично представителство в Русе. Никола Кемилев е представител на ВДРО пред българското правителство. Председател на ЦК е Иван Хаджииванов.
Първоначално ВДРО сформира 4 чети от 10 – 20 четници, комплектувани от средите на добруджанската емиграция, добре въоръжени и екипирани със специална униформа Разпределени са за Тутраканска, Силистренска, Тервелска и Добричка околия и се предвождат съответно от войводите Кольо Йонков, Стефан Боздуганов, Рашко Чорбаджиев и Стайко Колев. През лятото на 1924 година членовете на ВДРО са около 2000 – 3000 души.
Въпреки че дейците на ВДРО са имали различни политически възгледи, на първо време това не пречи на съвместната им дейност в Добруджа. Благодарение на четите на ВДРО разбойничеството в Добруджа понася силен удар. Това е главната дейност на четите, с която те спечелват популярност – за няколко месеца са премахнати съществуващите разбойнически банди, чиято дейност засилва румънския терор в Добруджа. Убити са някои румънски жандармерийски шефове по населените места, които тероризират населението. Респектирана е местната администрация в Тутраканско, Силистренско и Тервелско. Благодарение на тази дейност, сериозно е смутен планът на румънската власт за колонизиране на Добруджа в периода 1923 – 1924 година.
Дейността на ВДРО е тясно преплетена с легалната добруджанска организация. Добруджанските дружества и младежките групи към тях са основен източник на кадри и материални средства за революционната организация. ВДРО събира разнообразна информация за Добруджа, която се изпраща за ползване и публикуване в България. През добруджанската граница се внасят буквари, учебници и книги. През 1933 година се пренасят тайно и печатарски машини за организиране на българска печатница.
По нареждане и със средства на Коминтерна БКП се ориентира към съдействие и впоследствие овладяване на националноосвободителните организации, с цел използването им за своите политически цели – главно подготовка на ново въстание срещу правителството на Александър Цанков. Естествено тези действия предизвикват безпокойството на дясното крило във ВДРО, а и на правителството. С резолюции на Ян Берзин, Артур Артузов, Михаил Трилисят на комунистите във ВДРО са отпуснати от СССР стотици хиляди левове. След атентата в църквата „Света Неделя“ от 1925 година и разгрома на Военната организация на БКП, натискът над левицата във ВДРО се засилва, като са арестувани Дочо Михайлов и Върбан Петров, което съвпада и с общото настъпление на българското и румънското правителство срещу комунистическите организации. След арестите десницата овладява ръководството на ВДРО, като се поддържат тесни връзки с правителството, с военните, пограничните и административни органи.
След неуспеха да се завладеят отвътре националноовободителните организации, БКП се насочва съм организиране на собствени такива. През септември 1925 година във Виена комунисти и автономисти създават Добруджанска революционна организация (ДРО). Според румънската служба за сигурност за периода 1913 – 1939 са направени над 1000 акции.
След преврата на 19 май 1934 година ВДРО и ДРО са разпуснати. Те продължават да съществуват само в Добруджа, но със затихващи функции. Официалният край на ВДРО е възвестен на Великия добруджански събор през 1942 година.
Пред общината в град Балчик има паметник с имената на загинали от румънските репресии в Добруджа.

## Галерия
- Иван Хаджииванов
- Стефан Боздуганов
- Слави Алексиев Славов
- Георги Попгеоргиев Теодосиев
- Стефан Маринов Симеонов
- д-р Иван Пенаков
- д-р Петър Вичев
- Аспарух Айдемирски
- полк. Никола Кемилев
- Дочо Михайлов
- Четници на ВДРО
- Сбирка на ВДРО в Русе
- Сбирка на ВДРО в Казиното, Варна
- Добруджанци, по случай конгреса в Русе на поклонение на гроба на Стефан Караджа
- Добруджанския конгрес, на който се взема решение за създаване на ВДРО. Търговище, 1923 година